# Safia separabilis
Safia separabilis là một loài bướm đêm trong họ Noctuidae.